# Gwen Jorgensen
Gwen Rosemary Jorgensen (ur. 25 kwietnia 1986 w Waukesha) – amerykańska triathlonistka, mistrzyni olimpijska z Rio de Janeiro (2016), multimedalistka mistrzostw świata. Od 2017 roku uprawia biegi długodystansowe.
Dwukrotnie uczestniczyła w triathlonie podczas letnich igrzyskach olimpijskich. W 2012 roku na igrzyskach w Londynie zajęła w zawodach kobiet 38. miejsce. Cztery lata później na igrzyskach w Rio de Janeiro zdobyła złoty medal olimpijski. W zawodach, w których stanęła na najwyższym stopniu podium olimpijskiego, zajęła 23. miejsce w pływaniu, 4. w wyścigu kolarskim i 1. w biegu, co dało jej 1. miejsce w końcowej klasyfikacji.
W latach 2013–2016 pięciokrotnie stanęła na podium mistrzostw świata w triathlonie (zdobyła dwa złote i jeden srebrny medal w zawodach indywidualnych oraz złoty i brązowy medal w mistrzostwach sztafet mieszanych), w 2010 roku zdobyła ponadto srebrny medal mistrzostw panamerykańskich w zawodach indywidualnych.
Od 2017 roku zmieniła uprawianą dyscyplinę – zamiast triathlonu zaczęła uprawiać biegi lekkoatletyczne. Początkowo startowała w maratonie, od 2019 roku biega na dystansach 5000 i 10 000 metrów.